# Braunau am Inn

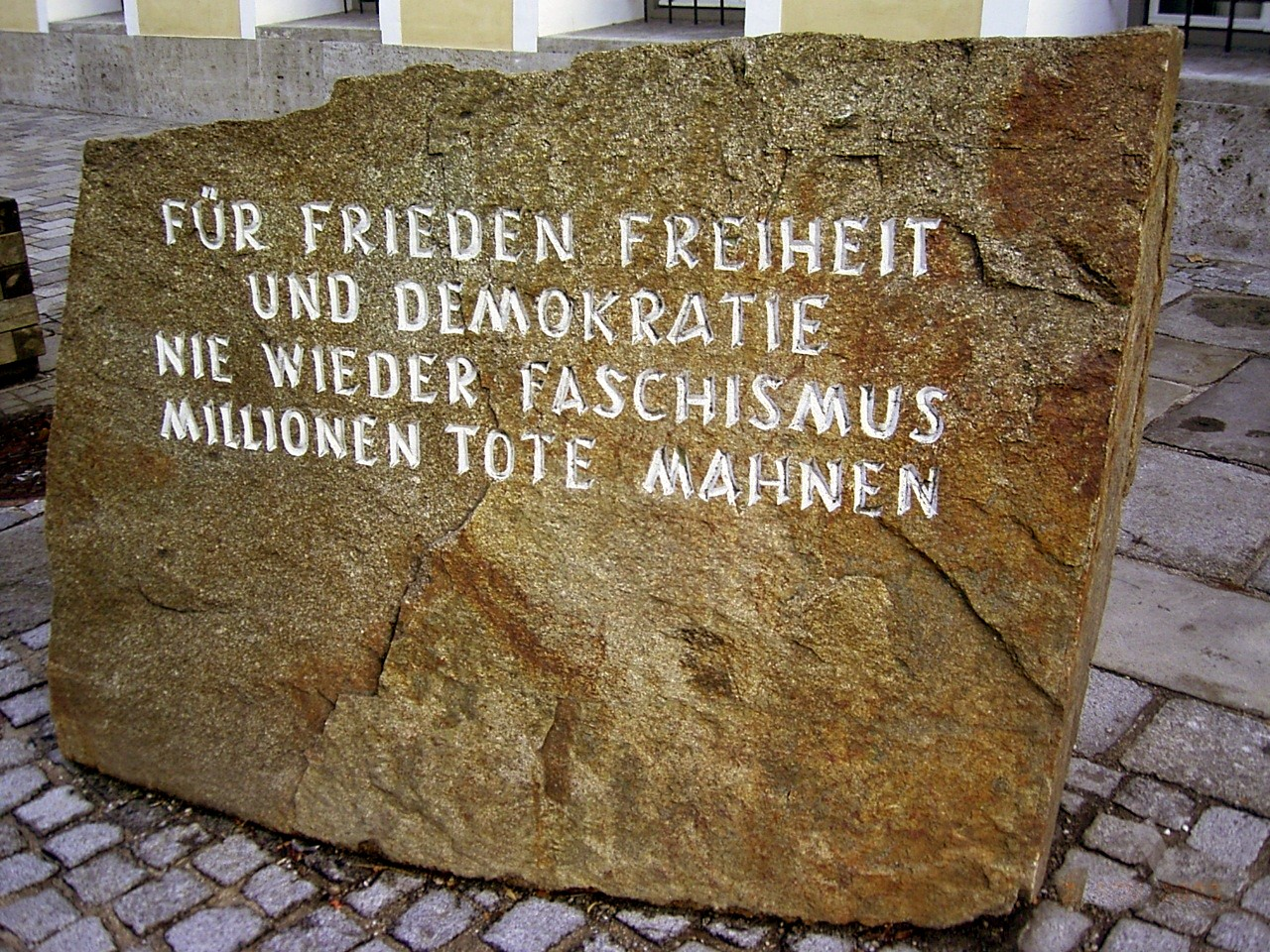
Minnesstenen utanför huset där Hitler föddes.

Braunau am Inn är en stadskommun i förbundslandet Oberösterreich i Österrike. Staden är belägen vid floden Inns strand och på andra sidan floden ligger den tyska staden Simbach am Inn. Staden är huvudort i distriktet med samma namn. Kommunen har 17 628 invånare (2024).
Braunau am Inn är främst känt för att vara Adolf Hitlers födelsestad. Staden är väl medveten om detta och har rest en minnessten framför huset, med adressen Salzburger Vorstadt 15, där Hitler föddes, och stenen ska påminna om alla som drabbades av honom. Stenen kommer ursprungligen från koncentrationslägret Mauthausen. Texten på stenen lyder: "Für Frieden Freiheit und Demokratie Nie wieder Faschismus Millionen Tote mahnen"; fritt översatt: "För fred, frihet och demokrati. Miljoner döda manar: aldrig mer fascism".

## "Snubbelstenar"
Den tyske konstnären Gunter Demnig har sedan 1996 placerat ut cirka 9 000 Stolpersteine ("snubbelstenar") till minnet av offer för nationalsocialismen. Den 11 augusti 2006 placerade han ut elva stenar i åtta kommuner i området kring Braunau am Inn. Adolf Hitlers hembygd är därför det första område som heltäckande påminner om förintelsens offer. Stenarna ligger på marken framför hus där förintelseoffer bott. De elva minnesstenarna uppmärksammar Anna Sax som var Jehovas vittne, de fyra kommunisterna och socialisterna Franz Amberger och Adolf Wenger från Braunau, Johann Lenz och Josef Weber från Hackenbuch/Moosdorf, värnpliktsvägraren Franz Jägerstätter från St. Radegund, Pater Ludwig Seraphim Binder från Maria Schmolln, sintin Johann Kerndlbacher från Hochburg-Ach, offren för NS-militärdomstolen Franz Braumann från St. Veit och Engelbert Wenger från Altheim såväl som den i Gestapo-arrest mördade Michael Nimmerfahl från Braunau. Minnesstenarna har placerats i närvaro av lokalpolitiker, media och invånare i orten. Aktionen ledde till ett nytt intresse av de nästan bortglömda förintelseoffren och kom på detta sätt att återföra dem in i det offentliga medvetandet.

## Orter
Kommunen består av 22 orter (Ortschaften) (inom parentes invånarantal 1 januari 2024):

- Aching (18)
- Au (9)
- Blankenbach (99)
- Braunau am Inn (4 277)
- Braunau Neustadt (2 053)
- Gasteig (33)
- Haiden (89)
- Haselbach (3 060)
- Himmellindach (178)
- Höft (12)
- Laab (3 095)
- Lach (98)
- Lindach (18)
- Maierhof (120)
- Neue Heimat (1 028)
- Oberrothenbuch (24)
- Osternberg (504)
- Ranshofen (2 364)
- Roith (24)
- Scheuhub (403)
- Tal (86)
- Unterrothenbuch (36)

## Galleri

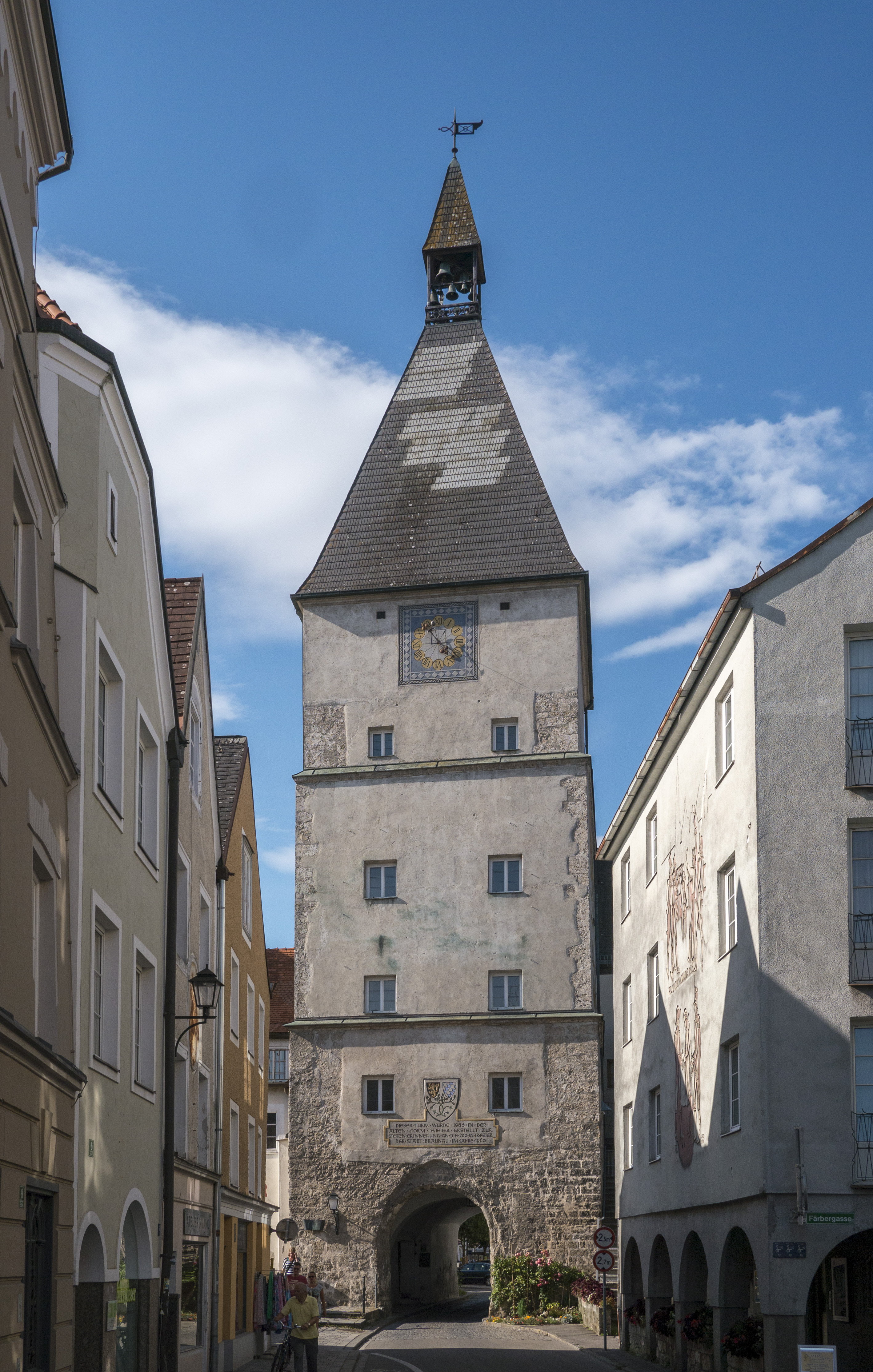
Stadstornet
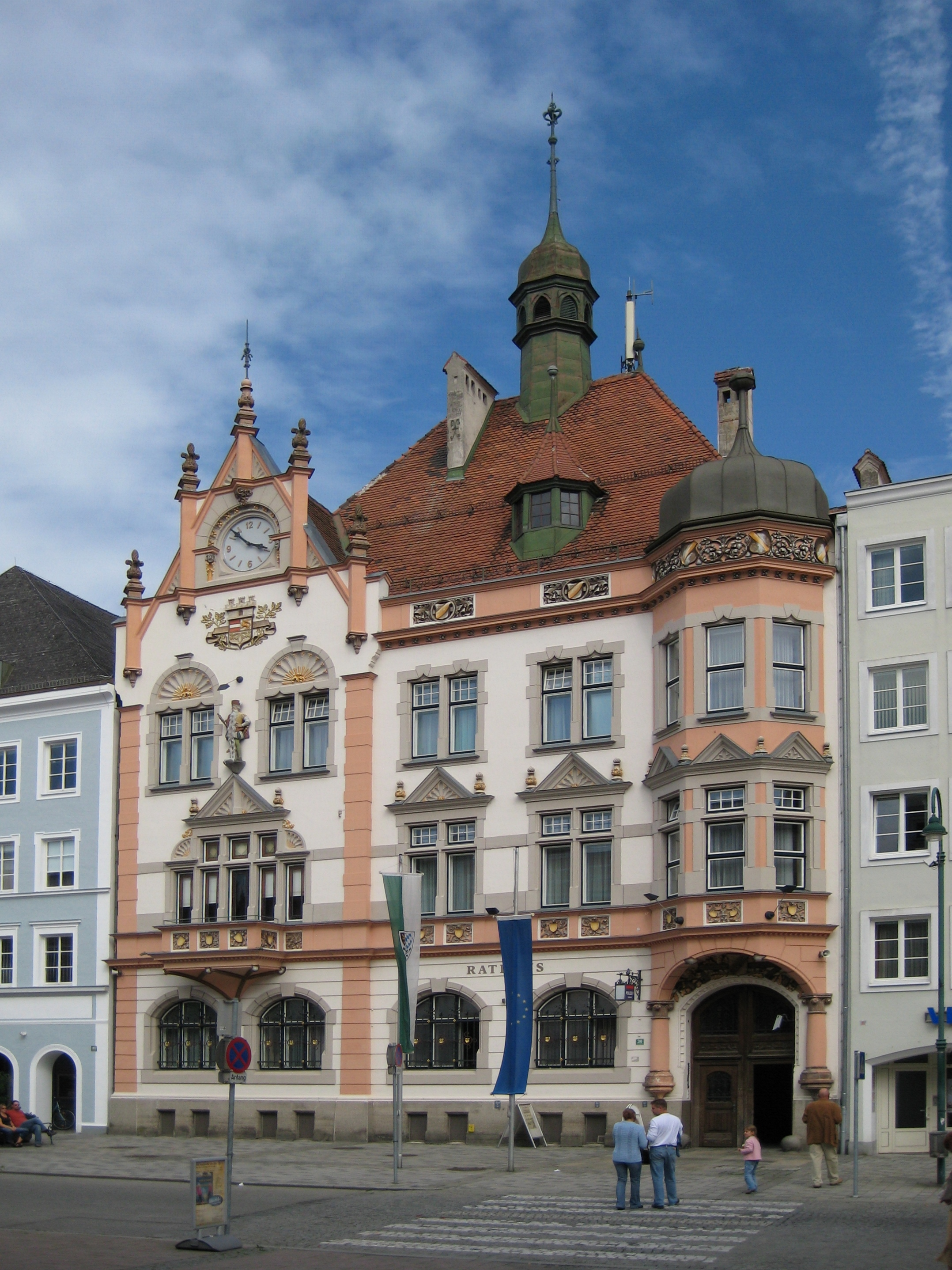
Rådhuset
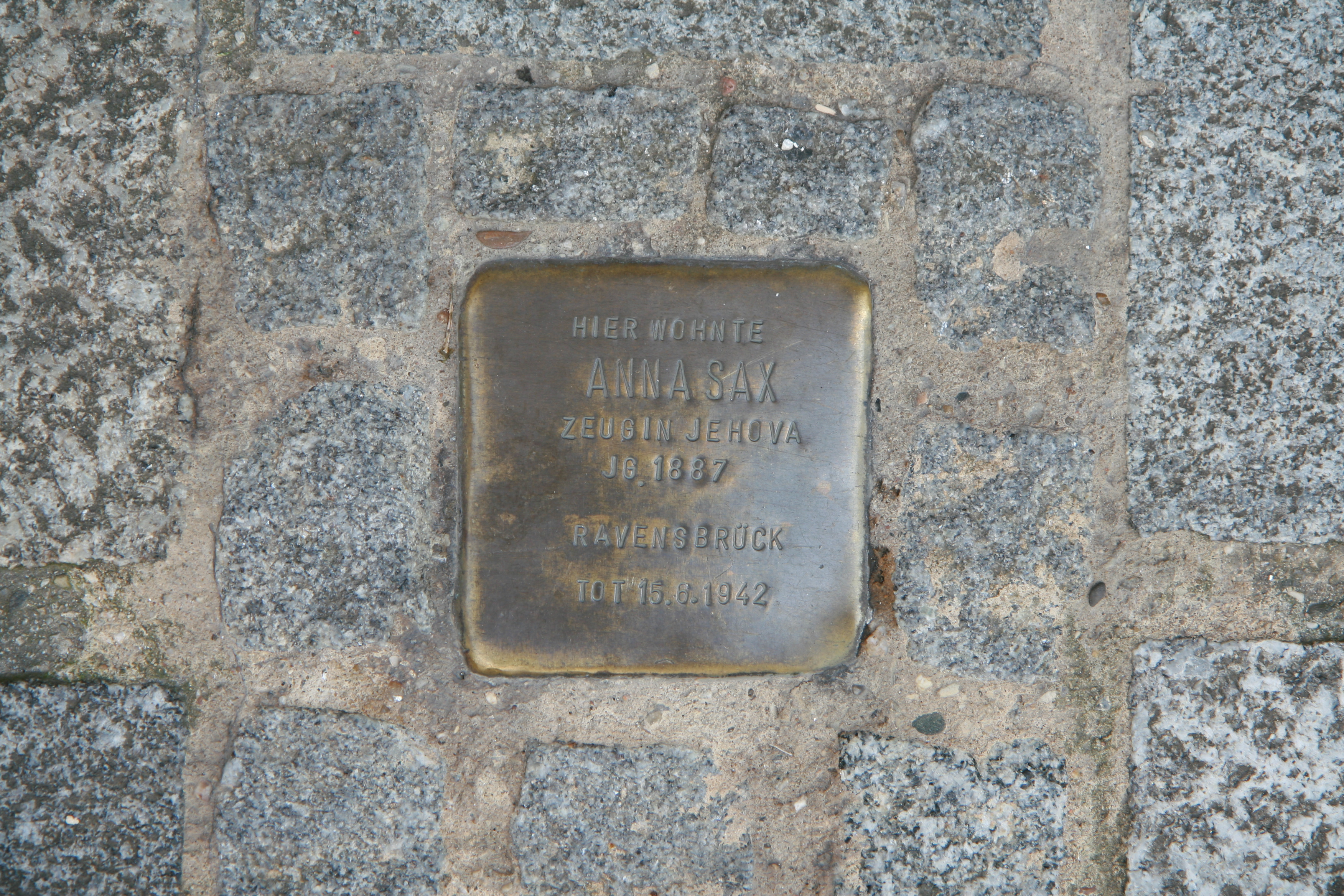
Snubbelsten Anna Sax